# Кулієв Махмуд Кулі огли
Махмуд Кулі огли Кулієв (1910, село Арахло, тепер село Нахидурі, Болніський муніципалітет, Грузія — ?) — грузинський радянський діяч, 1-й секретар Дманіського районного комітету КП Грузії. Депутат Верховної ради Грузинської РСР 2—3-го скликань. Депутат Верховної Ради СРСР 4-го скликання. Герой Соціалістичної Праці (6.10.1950).

## Життєпис
Народився в селянській родині. Після закінчення семирічної школи працював секретарем Імір-Асанської сільської ради Болніського району.
Закінчив Центральні закавказькі фінансові курси.
З 1932 по 1939 рік працював інспектором Болніського районного фінансового відділу.
У 1939—1942 роках — прокурор Болніського району Грузинської РСР.
Член ВКП(б) з 1940 року.
У 1942 — січні 1943 року — 2-й секретар Болніського районного комітету КП(б) Грузії.
У січні 1943 — січні 1954 року — голова виконавчого комітету Болніської районної ради депутатів трудящих Грузинської РСР.
З січня 1954 року — 1-й секретар Дманіського районного комітету КП Грузії.
Подальша доля невідома.

## Нагороди
- Герой Соціалістичної Праці (6.10.1950)
- орден Леніна (6.10.1950)
- орден Вітчизняної війни II ст.
- орден Трудового Червоного Прапора
- медаль «За оборону Кавказу»
- медаль «За доблесну працю у Великій Вітчизняній війні 1941—1945 рр.»
- медалі